# العرمة (فرع العدين)

تعديل مصدري - تعديل

العرمة هي إحدى قرى عزلة الأخماس بمديرية فرع العدين التابعة لمحافظة إب، بلغ تعداد سكانها 663 نسمة حسب تعداد اليمن لعام 2004.وهي قبيلة بيت الرميدي